# Império do Morro
Grêmio Recreativo Escola de Samba Império do Morro é uma escola de samba de Corumbá.
A escola foi fundada em 1958, através do casal Chaana e Venância Duarte, no bairro da Cervejaria, região periférica de Corumbá, e com as cores inspitadas na Estação Primeira de Mangueira. Tradicional no carnaval da cidade, encerrou suas atividades nos anos 90, sendo retomada em 2002, para o carnaval de 2003, pelas mãos de José Martinez Neiva e parceiros. A escola se notabilizou no inicio dos anos 2000 pelos embates com a Unidos da Vila Mamona, soberana até então, e pela elevação do patamar visual dos desfiles das escolas de samba de Corumbá, amealhando os títulos de 2004 (empatados com a Vila Mamona), 2005, 2006 e o tricampeonato de 2009–2010–2011.
A escola passa a ter a companhia de Mocidade da Nova Corumbá e da também tradicional A Pesada na disputa dos títulos de campeã do carnaval nos anos 2010, sendo campeã em 2015, com o café. A escola ainda amargou um período delicado de resultados, sendo a pior colocação de sua história o oitavo lugar no ano de 2019. Em 2020 a agremiação retoma sua característica de desfiles técnicos e tem como resultado o vice-campeonato.

## Segmentos

### Presidentes
| Ano       | Presidente              | Ref. |
| --------- | ----------------------- | ---- |
| 2003–2005 | Zezinho Martinez        |      |
| 2006      | Mauricio Gamei          |      |
| 2007      | Roberto Feijão          |      |
| 2008–2009 |                         |      |
| 2010–2012 | José Carlos Duarte      |      |
| 2013–2014 | Fernando de Souza Pinto |      |
| 2015      | Bianca Baruki           |      |
| 2016      | Clairton Boeira         |      |
| 2017–2018 | Edson Fardino           |      |
| 2019      | Paulinho Botafogo       |      |
| 2020–     | Daniel Chaim            |      |

### Intérprete
| Nome           | Período | Ref.  |
| -------------- | ------- | ----- |
| Leandro Santos | 2012    | [ 1 ] |

### Diretores
| Ano  | Diretor(es) de Carnaval           | Diretor(es) de harmonia           | Mestre de bateria | Ref. |
| ---- | --------------------------------- | --------------------------------- | ----------------- | ---- |
| 2014 | Cecilia Sant'anna e Ronaldo Costa | Cecilia Sant'anna e Ronaldo Costa | Ninho             |      |
| 2015 | Hesley Santanna                   |                                   | Ninho             |      |
| 2016 | Hesley Santanna                   | Harron Turki                      | Mestre Ninho      |      |
| 2017 |                                   |                                   |                   |      |

### Coreógrafo
| Nome | Período      | Ref. |
| ---- | ------------ | ---- |
| 2016 | Marcos Matos |      |
| 2017 |              |      |

### Casal de Mestre-sala e Porta-bandeira
| Ano  | Nome          | Ref. |
| ---- | ------------- | ---- |
| 2016 | Juruna e Mari |      |
| 2017 |               |      |

### Rainhas de bateria
| Período   | Rainha             | Madrinha           | Ref.  |
| --------- | ------------------ | ------------------ | ----- |
| 2012      | Sílvia Constantino |                    | [ 2 ] |
| 2013      | Andréa Vital       |                    | [ 3 ] |
| 2015      |                    | Lucilinha Victorio |       |
| 2017-2020 | Lucilinha Victorio |                    |       |

## Carnavais
| Ano  | Colocação   | Grupo    | Enredo | Carnavalesco                                            | Ref.              |
| 2005 | Campeã      | Único    | Água, fonte da vida |                                                         |                   |
| 2006 | Campeã      | Único    | É mulher, é brasileira, é sul mato-grossense! |                                                         |                   |
| 2007 | Vice-Campeã | Especial | Corumbá: Como é bom viver aqui! |                                                         |                   |
| 2008 | Vice-Campeã | Especial | No jubileu da Império, tudo que reluz é ouro |                                                         |                   |
| 2009 | Campeã      | Especial | Libertê, Igualitê, Fraternitê... nas asas do Tuiuiú a Império canta a liberdade                                                                              | Ricardo Vilalva                                         | [ 4 ]             |
| 2010 | Campeã      | Especial | Meu olfato indica que a Império vai passar. Sinto um cheiro de perfume pelo ar (Compositores:Wander Timbalada e Mariano Araújo. Intérprete:Wander Timbalada) | Aleks Batista                                           | [ 5 ] [ 6 ] [ 7 ] |
| 2011 | Campeã      | Especial | A Império conta e canta a influência do sol sobre as civilizações (Intérprete:Wander Timbalada)                                                              | Manoelzinho Aguilar                                     | [ 8 ] [ 9 ]       |
| 2012 | Vice-campeã | Especial | A Império abre o Livro da Vida e tenta descobrir o que move a humanidade Compositor:Victor Raphael.                                                          | Cleverson Moraes                                        | [ 10 ] [ 11 ]     |
| 2013 | 3° lugar    | Especial | A Encantadora Viagem da Império do Morro ao Mundo do faz de Conta Onde Tudo Vira Verdade                                                                     | Manoelzinho Aguilar                                     | [ 12 ]            |
| 2014 | Vice-campeã | Especial | Sou mais verde e rosa...Império eu sou! Na passarela pode me chamar Amor...                                                                                  | Comissão de Carnaval (Manoelzinho, Kiro e Tumtum)       | [ 13 ]            |
| 2015 | Campeã      | Especial | Império Canta a Ecologia – O Futuro do Planeta em Nossas Mãos                                                                                                | Kiro Panovitch e comissão (Cleverson Moraes, Rosaninha) |                   |
| 2016 | Vice-campeã | Especial | Cafe em verde e rosa...O mais quente sabor | Kiro Panovitch e comissão (Cleverson Moraes, Rosaninha) | [ 14 ]            |
| 2017 | 3º lugar    | Especial | O Império do João | Kiro Panovitch                                          |                   |
| 2018 | 6º lugar    | Único    | Valdir Gomes, o supremo imperador das passarelas apresenta: Império, 60 anos de glória no Reino da Folia                                                     | Kiro Panovitch                                          |                   |
| 2019 | 8º lugar    | Único    | Fadel Iunes, o Senhor do Império da Justiça | Kiro Panovitch                                          |                   |
| 2020 | Vice-Campeã | Único    | Os Impérios Brasilis - A paixão verde e rosa pela Pátria mãe gentil                                                                                          | Leandro Cavalheiro                                      |                   |